# Mary Wilson (Sängerin)

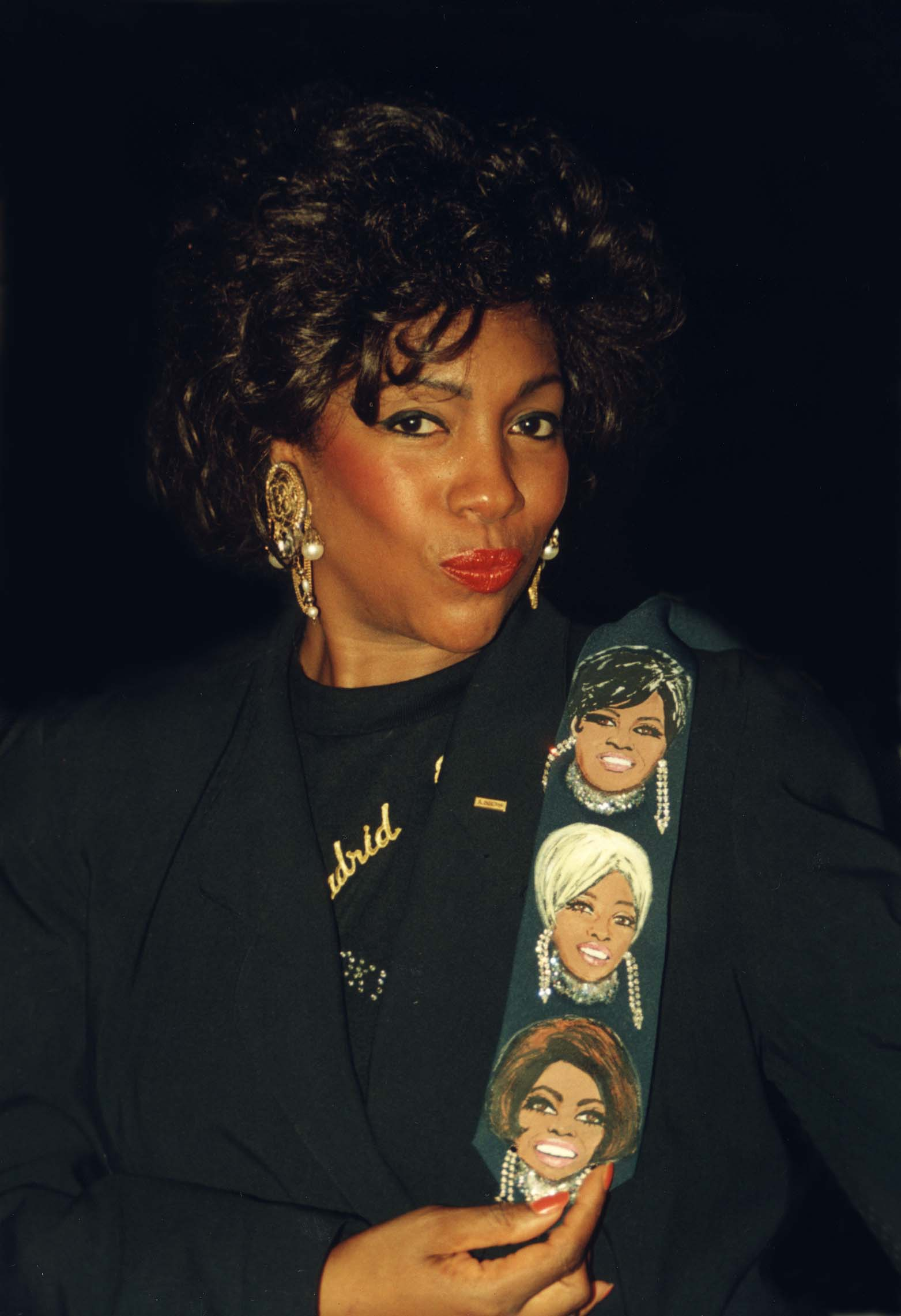
Mary Wilson (1994)

Mary Wilson (* 6. März 1944 in Greenville, Mississippi; † 8. Februar 2021 in Henderson, Nevada) war eine US-amerikanische Soul-Sängerin, die vor allem als Gründungsmitglied der Girlgroup The Supremes bekannt wurde. Sie war das einzige Mitglied, das von der Gründung 1959 bis zur offiziellen Auflösung 1977 Teil der Gruppe war.

## Karriere

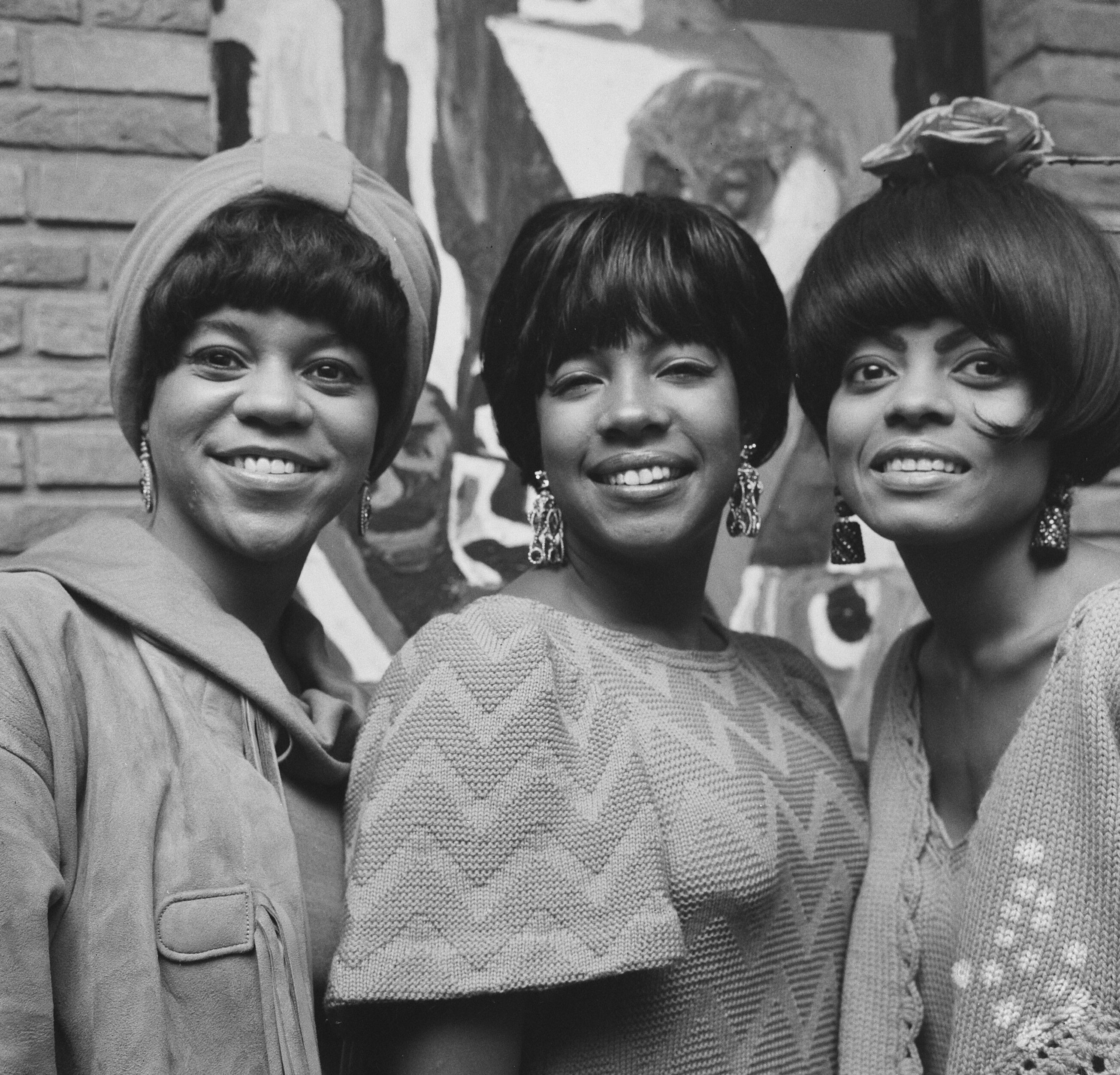
Florence Ballard, Mary Wilson und Diana Ross (The Supremes, 1965)

Mary Wilson sang nur selten die Leadstimme bei den Supremes, da diese Rolle meist von Diana Ross ausgefüllt wurde. Eine Ausnahme bildet zum Beispiel die erste Single der Supremes aus dem Jahre 1960, noch als „The Primettes“ veröffentlicht. Hier singt Wilson auf der B-Seite Pretty Baby die erste Stimme.
Nach Ross’ Ausstieg aus der Gruppe im Jahre 1970 sang Wilson unter anderen bei den beiden amerikanischen Top-40-Hits, Floy Joy und Automatically Sunshine (1972), neben Jean Terrell die Leadstimme.
Nach der offiziellen Auflösung der Supremes unterschrieb Wilson einen Solo-Vertrag bei Motown und veröffentlichte das Disco-Album Mary Wilson (1979), das allerdings nur einen der hinteren Plätze in den R&B-Charts erreichte. Das Lied Red Hot erreichte als einzige ihrer Singleveröffentlichungen einen Platz 95 in den amerikanischen R&B- und Platz 85 in den Disco-Charts. Auch danach nahm sie hin und wieder Solo-Platten auf, die allerdings keinerlei Erfolg hatten.
Für großes Aufsehen sorgten Wilsons Autobiografien Dreamgirl – My Life as a Supreme (1986) und Supreme Faith – Someday We’ll Be Together (1990), in denen sie sich kritisch mit ihrer Vergangenheit als Mitglied der Supremes auseinandersetzte.
1988 wurde Mary Wilson als Gründungsmitglied der Supremes in die Rock and Roll Hall of Fame aufgenommen.

## Privat
Mary Wilson war von 1974 bis 1981 mit Pedro Antonio Ferrer verheiratet und hat drei Kinder mit ihm. Ihr gemeinsamer Sohn Rafael starb 1994 mit 14 Jahren nach einem Autounfall, bei dem auch Wilson schwer verletzt wurde. Dies ist einer der Gründe, warum sich die Sängerin später in diversen Wohltätigkeitsorganisationen für Kinder engagierte. Wilson adoptierte außerdem in den späten 1960er Jahren den siebenjährigen Sohn ihrer Cousine.

## Diskografie

### Alben
- 1979: Mary Wilson (Motown)
- 1992: Walk the Line (CEO)